# Croce commemorativa del VI Corpo d'armata
Croce Commemorativa del VI Corpo d'Armata – Presa di Gorizia fu una medaglia non ufficiale, coniata nel 1924 su iniziativa privata dalla ditta Stefano Johnson di Milano, per i militari del VI Corpo d'Armata, vincitori della sesta battaglia dell'Isonzo, che aveva portato alla conquista di Gorizia l'8 agosto 1916, durante la prima guerra mondiale.
Fu pubblicizzata sulla Domenica del Corriere del 2 marzo 1924, i proventi della sua vendita erano destinati a beneficio del "Comitato Regionale Piemontese dell'Associazione Mutilati di Torino".

## Insegne
La medaglia, in bronzo, è costituita da una croce greca a braccia squadrate di 35 x 35 mm con al centro un grande medaglione circolare:
sul rectoal centro è riprodotto il sigillo del Comune di Gorizia, risalente al 1307, che raffigura il castello con le alte torri e le case del borgo cinte da mura, sulla sinistra è visibile l'arma dei conti di Gorizia col leone rampante e le bande orizzontali a simboleggiare i feudi aquileiesi;
sulle braccia orizzontali è presente la scritta "GOR" "IZIA" e su quelle verticali la data della presa della città: "8 VIII" (8 agosto) e "MCMXVI" (1916);
sul versonel un medaglione circolare, in rilievo i versi "FU COME L'ALA CHE NON LASCIA IMPRONTE - IL PRIMO GRIDO AVEA GIA' PRESO IL MONTE", scritti da Gabriele D'Annunzio per esaltare la conquista del Monte Sabotino, potente baluardo del campo trincerato di Gorizia che, dopo aver resistito a continui assalti fin dall'inizio del conflitto, era stato espugnato delle armi italiane in soli quaranta minuti, durante la sesta battaglia dell'Isonzo, che aprì la strada verso Gorizia.
Il nastro è bipartito, metà di colore bianco e metà di colore azzurro.